# Bassania fortis
Bassania fortis là một loài bướm đêm trong họ Geometridae.